# Ostracion rhinorhynchos
Ostracion rhinorhynchos är en fiskart som beskrevs av Pieter Bleeker 1852. Ostracion rhinorhynchos ingår i släktet Ostracion och familjen koffertfiskar. Inga underarter finns listade i Catalogue of Life.